# Licos de Síria
Licos de Síria (Lycus, Λύκος) fou el nom d'un riu del Líban entre Biblos i Beirut, que probablement correspon al modern Nahr-el-Kelb (Riu dels gossos), al nord de Beirut, que hauria pres el seu nom d'un ídol en forma de gos o llop.